# Tasso, Lamento e Trionfo

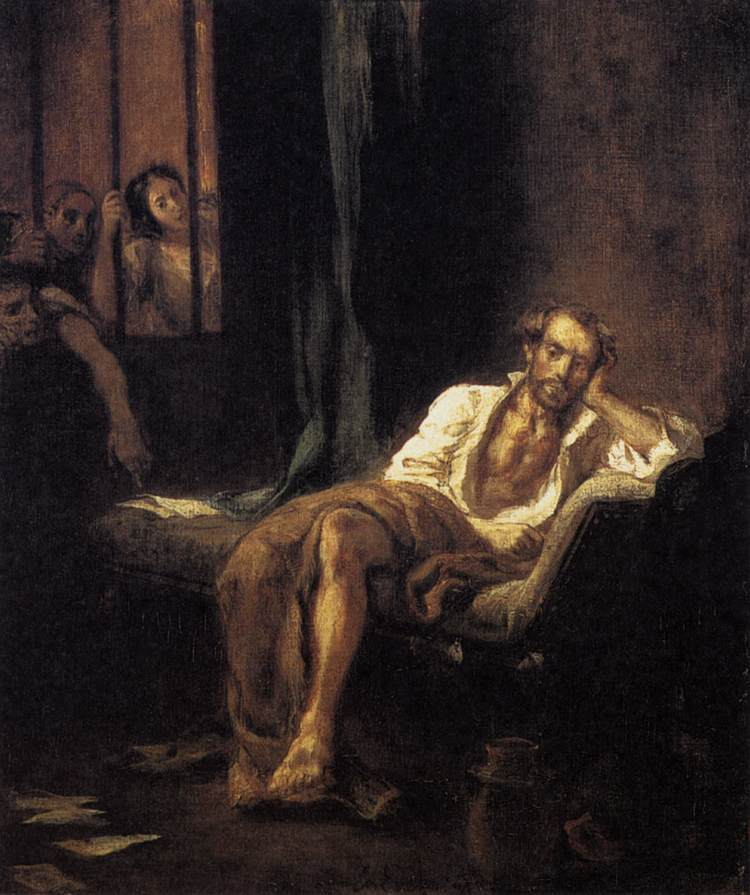
«Tasso no hospital de Santa Ana de Ferrara», pintura de Eugène Delacroix.

Tasso, Lamento e Trionfo (em português: Tasso, Lamento e Triunfo) é uma obra composta por Franz Liszt (um dos seus treze Poemas sinfónicos), escrita por ocasião do centenário de Goethe para servir de abertura à sua peça teatral Torquato Tasso, drama em cinco actos e escrita na década de 1780. Foi estreada em 28 de agosto de 1849, no Teatro da Corte de Weimar. A partitura foi muitas vezes revista, especialmente por Joachim Raff, e só em 1854 ficaria pronta uma versão definitiva.
Está dividida em duas partes distintas: a primeira é monotemática, um canto de gondoleiro, que se constitui como leitmotiv; aí se transpõe para música a solidão e o desespero do poeta apaixonado por Leonor d'Este, irmã do duque de Ferrara; um minueto evoca a doçura da vida da corte em Ferrara., e o canto de Tasso explode na segunda parte no "triunfo", com forte presença dos metais da orquestra.
Esta obra está instrumentada para flautim, 2 flautas, 2 oboés, 2 clarinetes em si bemol, clarinete baixo em si bemol, 2 fagotes, 4 trompas em si bemol e dó, 4 trompetes em dó, 2 trombones tenores, trombone baixo, tuba, triângulo, caixa, prato, bumbo, harpa e secção de cordas.
No prefácio a Tasso, Liszt refere-se não apenas a Goethe mas também ao poema sobre Tasso de Lord Byron, admitindo que o influenciou. Afirmou:
Tasso amou e sofreu em Ferrara, foi vingado em Roma, e mesmo hoje vive nas canções populares de Veneza. Estes três momentos são inseparáveis da sua fama imortal. Para os reproduzir musicalmente, primeiro fez-se a grande sombra que vagueia através das lagoas de Veneza, ainda hoje; depois o seu semblante surge, nobre e melancólico, quando olha para as celebrações em Ferrara, onde criou as suas obras primas; e finalmente seguimo-lo até Roma, a Cidade Eterna, que o coroou com a fama e, assim, presta-lhe homenagem, como mártir e poeta.
Os românticos consideravam a alienação, particularmente a própria e a social, como uma característica do génio artístico. Ambas as formas de alienação estão presentes no poema de Byron e segundo alguns críticos isso influenciou o plano tonal e formal de Liszt para esta obra. O tema secundário é em mi maior, uma tonalidade maior relativamente distante da terceira aumentada da tonalidade menor da peça. Liszt queria usar a mesma relação de terceira aumentada, possivelmente com intenção semelhante, tanto em Prometheus como na Sinfonia Fausto. As expectativas tonais continuam no minueto central, escrito em fá sustenido e tonalmente distante da tónica dominante, provocando sensação de afastamento.